# Aeropuerto Internacional de Samarinda
El aeropuerto internacional de Samarinda es el principal aeropuerto que sirve Samarinda en Kalimantan Oriental. Es el aeropuerto nuevo, en reemplazo del aeropuerto Temindung.
Debido a su ubicación, el aeropuerto es también conocido localmente como "Aeropuerto Sungai Siring". Tiene capacidad para trasladar hasta 5 millones de pasajeros al año y es hub principal para Kaltim Airlines.
Su terminal aérea fue diseñado por Waskita Karya.

## Aerolíneas y destinos
| Ciudad                                                                       | Nombre del aeropuerto | Aerolíneas                      |                |                |                |
| Malasia (plan)                                                               | Malasia (plan) | Malasia (plan)                  | Malasia (plan) | Malasia (plan) | Malasia (plan) |
| ---------------------------------------------------------------------------- | --- | ------------------------------- | -------------- | -------------- | -------------- |
| Tawau                                                                        | Aeropuerto de Tawau | Malaysia Airlines               |                |                |                |
| Asia                                                                         | |                                 |                |                |                |
| Indonesia (plan)                                                             | |                                 |                |                |                |
| Banjarmasin Denpasar Macasar Palangkaraya Pontianak Surabaya Tarakan Yakarta | Aeropuerto Banjarmasin Aeropuerto Internacional Ngurah Rai Aeropuerto Macasar Aeropuerto Palangkaraya Aeropuerto Pontianak Aeropuerto Internacional Juanda Aeropuerto Tarakan Aeropuerto Internacional Soekarno-Hatta | Aviastar / Susi Air / Wings Air |                |                |                |